# Gråbrødreklosteret (Aalborg)
 For alternative betydninger, se Gråbrødre Kloster. (Se også artikler, som begynder med Gråbrødre Kloster)
Gråbrødreklosteret i Aalborg husede Franciskanerordenen, også kaldet Gråbrødrene; fra ca. 1240-1250 frem til 1530. Derefter har klosteret i en periode været brugt som hospital , hvorefter den tilhørende jord blev udstykket, og bygningerne er med tiden blevet nedrevet . 

## Klosterets oprindelse
I 1268 testamenterede Esbern Vagnsens enke, fru Gro, 2 mark til klosteret, hvilket er første gang klosteret bliver nævnt i skrevne kilder. Der er ikke bevaret tidligere kilder, som nævner klosterets oprettelse, men gennem arkæologiske fund daterer man klosterets oprettelse til et sted imellem 1240-1250. Man baserer dateringen på en Valdemar Sejrs rigsmønt og en Abel-penning.
Klosteret har været beliggende i området med Østerå i syd og vest, nuværende Mølleplads i syd-øst, samt Algade i nord.
Igennem tiden er klosteret blevet bygget om. Fra sin oprindelige én-skibet bygning, blev der i begyndelsen af 1300-tallet, bygget en ny klosterkirke, samt tilstødende fløje, der skulle afhjælpe pladsmangel.

## Klosterlivet
Klosterets arkiv er gået tabt med reformationen, og derved stammer den reelle viden, fra andre kilder fra eksempelvis breve og donationer. Derigennem vides det, at den ældst kendte klosterforstander er Trugot/Truid.
Deres daglige liv bestod af messer og tidebønner; bønner, som blev sagt på bestemte tidspunkter. Matutin foregår om natten, og var den vigtigste bøn, fordi den symboliserede, at munkene var vågne og bad, mens resten af verden sov. 
Klosterets indtægter bestod af det, som munkene skabte med hånden, samt salg af gravsteder, og tiggeri; tiggeri var generelt for Gråbrødre-munke, da det var en tiggerorden. Hvoraf man oftest kunne finde munkene tiggende ved havnen i Østerå. 
Gråbrødrene kaldte sig “Herrens gøglere”, fordi de blandt andet gik ud i gaderne med farverige helgenbilleder og prædikede til byens beboere på deres eget sprog, på en forståelig og direkte måde. 
Gråbrødrene i Aalborg deltog meget i det sociale liv i byen, og var en del af i det Købmanske Lav, Guds Legems Lav. I 1518 tilslutter Gråbrødrene i Aalborg sig Observans-ordenen. Det indebar, at de ikke måtte eje jordegods og de begyndte at hylde et liv i ydmyghed og fattigdom. Hvilket betød, at de ikke længere kunne være med i Guds Legems Lav.

## Klostrets lukning
I 1530 blev munkene udvist af Lensmanden Axel Gøye. I 1533 fik de igen ret til at være i klosteret, grundet kongens befaling. Allerede i 1535 lader det til, at det er blevet frataget dem igen i det kongen udstykker jorden til byens borgere. Klosteret blev herefter hospital for patienter fra nærliggende det Helligåndskloster  (Aalborg Kloster).
I dag eksisterer klosteret ikke længere, men der findes i stedet Gråbrødrekloster Museet, der beretter om klosterets historie, ud fra arkæologiske fund; en del af Nordjyllands Historiske Museum.